# ارتعاش القزحية
ارتعاش القزحية أو رعاش القزحية أو ارتجاف القزحية (بالإنجليزية: Iridodonesis)‏ هوَ اهتزاز أو حركة هائجة في القزحية معَ حركة العين، وقد يحدث هذا الأمر نتيجةً لانتباذ أو انعدام العدسة.

## روابط خارجية
- مثال على ارتعاش القزحية على يوتيوب